# 카스트라 프라이토리아
카스트라 프라이토리아(Castra Praetoria)는 제정 로마 시대의 친위대 병영 (카스트라)이다.

## 역사
로마 역사가 타키투스에 의하면, 카스트라 프라이토리아는 티베리우스 황제 시기 친위대 사령관이었던 루키우스 아일리우스 세야누스가 친위대 소속 부대를 통합시키기 위해 서기 23년에 건설하였다.
이 병영은 로마시 바로 외곽에 세워졌고 총 440 by 380 미터 (1,440 ft × 1,250 ft) 길이의 단단한 석제 성벽이 둘러싸였다. 성벽의 네 면 중 세 개는 나중에 아우렐리아누스 성벽으로 합쳐졌고, 그 일부는 현재까지도 손쉽게 볼 수 있다. 인접한 도시 구역인 '카스트로 프레토리오'는 이 병영의 이름을 따 명명되었다.
카스트라 프라이토리아는 로마 역사에서 있어 일부 중요 사건들이 일어난 장소였다. 조카인 칼리굴라가 살해당한 뒤 클라우디우스가 친위대들한테 로마 역사상 최초로 황제로 선포되며 황제가 된 곳이 바로 이곳이었다. 이곳은 또한 페르티낙스를 살해한 뒤 황제 자리를 두고 적임자를 재던 곳도 여기였다. 193년 3월 28일 티투스 플라비우스 클라우디우스 술피키아누스는 병영 내에서 병력들을 달래려 하였고 이때 그는 황제 자리에 자신을 지지할 경우 기부금을 제공하겠다고 하였다. 한편, 디디우스 율리아누스 역시도 병영에 도착하여, 출입이 저지당하자, 친위대에게 기부금을 주겠다고 외쳤다. 흥정의 시간을 보낸 뒤, 술피키아누스는 인당 20,000 세스테리티우스를 주겠다 천명하였으며, 술피키아누스가 황제 자리를 차지할까 염려한 율리아누스는 그러자 인당 25,000을 제시했다. 친위대원들은 율리아누스의 제안을 받아들이고 병영문을 개방한 뒤 그를 황제로 선포하였다. 이곳은 엘라가발루스 황제와 그의 어머니 율리아 소아이미아스가 서기 222년에 친위대드에게 살해당한 장소이기도 했다. 그 뒤 서기 238년에, 이 병영은 막시미누스 트락스에 대해 봉기를 일으킨 로마 시민들의 공격을 받았다.
카스트라 프라이토리아는 콘스탄티누스 1세에 의해 철거되었으며, 또한 그는 막센티우스가 서로마 황제로서 군림하던 이탈리아를 정복한 뒤 친위대를 해산해버렸다. 친위대의 마지막 역사의 무대는 서기 312년의 밀비우스 다리 전투였으며, 콘스탄티누스가 전투에서 승리한 뒤 공식적으로 친위대를 해산시키고 부대원들을 로마 제국의 변방 지역으로 뿔뿔이 찢어놓아 보내버렸다.

## 같이 보기

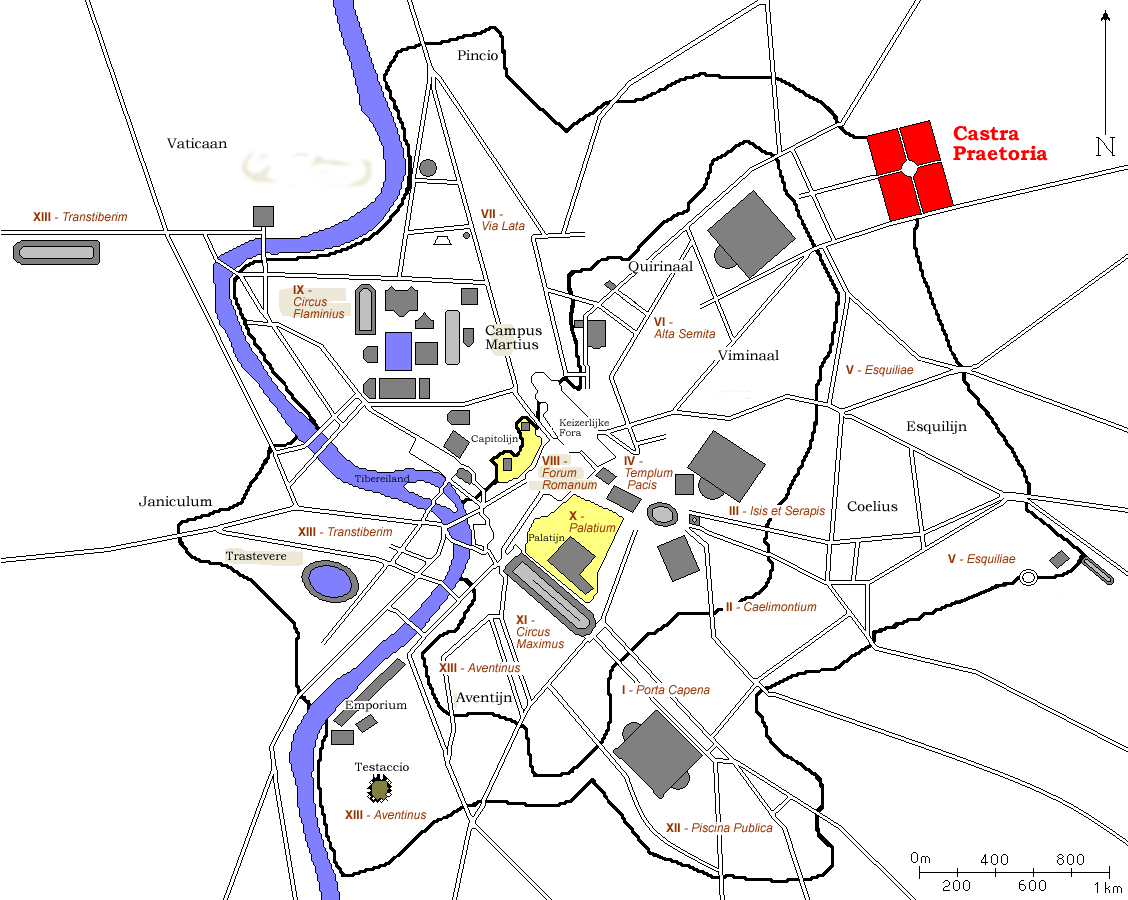
카스트라 프라이토리아와 고대 로마

- 로마의 고대 건축물 목록